# Jean-Étienne Guettard
Jean-Étienne Guettard, född 22 september 1715 i Étampes, död 8 januari 1786 i Paris, var en fransk mineralog och paleontolog.
Guettard studerade medicin och var senare verksam som konservator vid hertigens av Orléans mineralkabinett i Paris. Han invaldes 1759 som utländsk ledamot av Vetenskapsakademien i Stockholm.
Asteroiden 11942 Guettard är uppkallad efter honom.
Auktorsnamnet Guett. kan användas för Jean-Étienne Guettard i samband med ett vetenskapligt namn inom botaniken; se Wikipediaartiklar som länkar till auktorsnamnet.